# Pigen fra Oradour
|  | Denne artikel er oprettet af botten PalnaBot ud fra en ekstern database. Den kan derfor have sproglige fejl eller mangler. Denne skabelon kan fjernes efter kontrol af indholdet. |

Pigen fra Oradour er en film instrueret af Ib Makwarth.

## Handling
Lørdag den 10. juni 1944 står den otte-årige Genevieve Desourteaux op for at gå i skole. Hvad hun ikke ved, er, at bare ti kilometer derfra planlægger SS en aktion mod hendes fødeby Oradour-sur-Glane i Midtfrankrig, - en total udslettelse af byen og dens befolkning. 642 mennesker blev brutalt myrdet - mænd, kvinder, børn og gamle. Historien om massakren fortælles i filmen med nøgterne billeder fra åstedet, som det tager sig ud i dag med mennesketomme, græsbevoksede ruiner. Filmens intention er at lade tragedien i Oradour være synonym med alle massakrer før og nu, - en advarsel mod racisme og fremmedhad. Filmen fik en Robert i 2001 i form af "Dokumentarfilm-juryens Specialpris".